# Vairamuthu

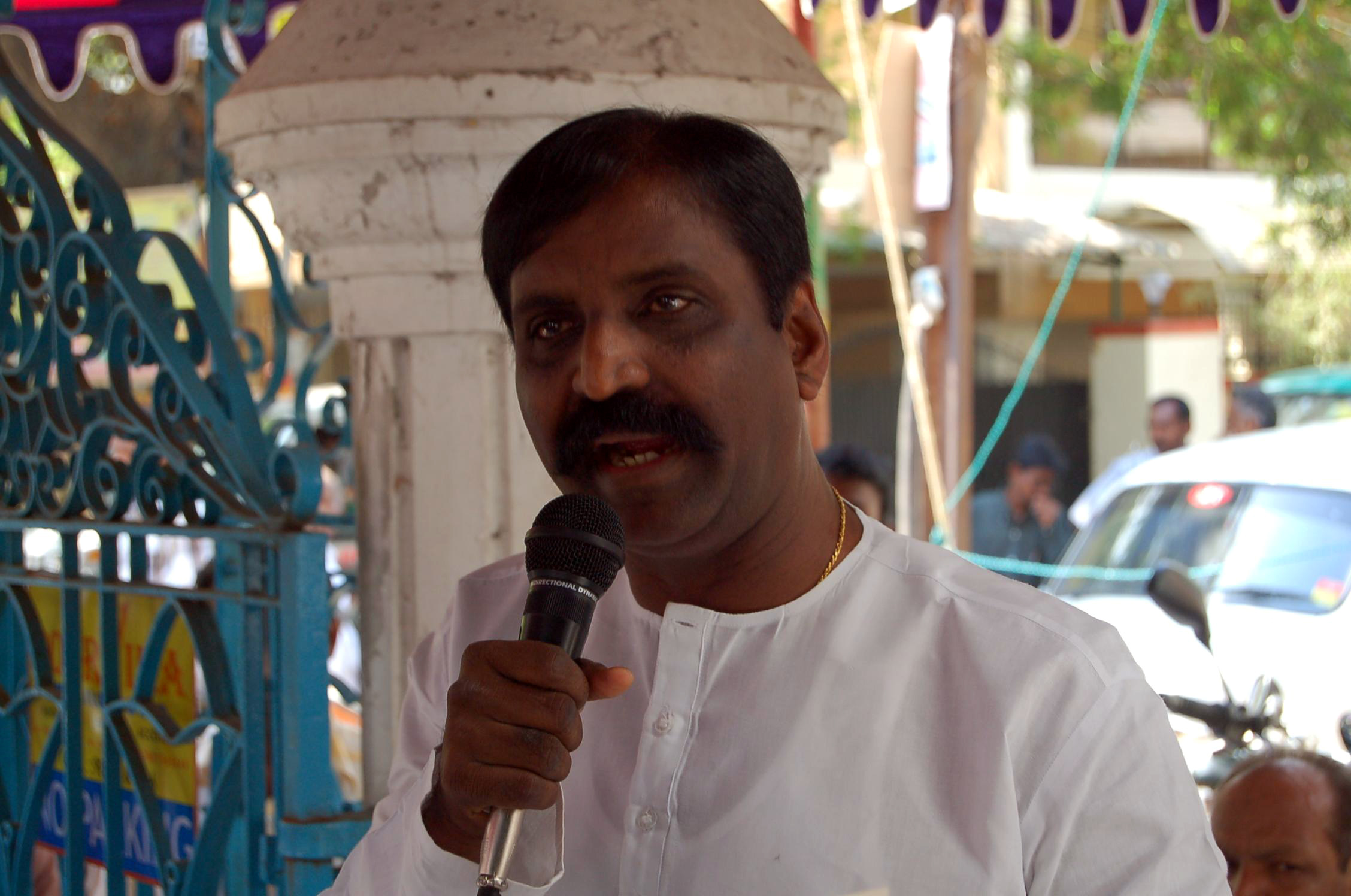
Vairamuthu (2007)

Vairamuthu Ramaswamy Thevar (ur. 13 lipca 1953) – indyjski poeta, autor tekstów piosenek filmowych.
Urodził się w Vadugapatti, jako syn Ramaswamiego i Angammal. Studiował literaturę tamilską w  Pachaiyappa's College w Ćennaj. Od wczesnej młodości brał udział w licznych konkursach poetyckich, pierwszą książkę wydał na początku lat 70. (Vaigarai Megangal). Łącznie opublikował przeszło 30 pozycji, w 2003 otrzymał Sahithya Academy Award za powieść Kallikatu Ithikasam. W Kollywood zadebiutował w 1980, tworząc tekst piosenki Ponmaalai Pozhudu z filmu Nizhalgal. Stworzył blisko 6000 tekstów, między innymi do takich produkcji jak Enthiran (2010), Jilla (2014), Sivaji: The Boss (2007) czy Padayappa (1998). Wyróżniony Padmą Shri (2003) i Padmą Bhushan (2014), kilkakrotnie otrzymał również Tamil Nadu State Film Award oraz National Film Award dla najlepszego tekściarza.  